# ژان-کلود میشه‌آ
ژان-کلود میشئا (به فرانسوی: Jean-Claude Michéa) فیلسوف و استاد دانشگاه قرن بیستم میلادی اهل فرانسه است.